# 96 TCN
Năm 96 TCN là một năm trong lịch Julius. 